# 萩原守道
萩原 守道（はぎわら もりみち、1714年6月28日（正徳4年5月17日） - 1793年2月28日（寛政5年1月18日））は、江戸時代中期の山崎闇斎学派の儒者。小笠原流諸礼古実の師範。通称は伴次。萩原恪斎と号した。

## 来歴
- 1714年6月28日（正徳4年5月17日）、遠江掛川藩儒・萩原周朝（八右衛門）の子息として遠江国掛川に生まれる。母は竹村氏。
- 京都で宇井黙斎に山崎闇斎流の朱子学（闇斎学）を学ぶ。
- 1746年11月8日（延享3年9月25日）、掛川藩主小笠原長恭の移封に従って陸奥棚倉に移る。
- 幼君（小笠原長堯）に侍読する際、ゆえあってこれをきつく諌めたことが発端で咎められて致仕し、以後江戸に住して家塾を開き、小笠原流諸礼の古実などを教えた。
- 1782年、小笠原長堯が過去を悔いて再び藩へ戻って教授するよう仰せがあったが、「老境にて齢69歳に至り、健康でも無いゆへ」を申し出てこれを固辞した。すると侯は「隠居」待遇にしてもてなし隠居扶持米を永年賜った。
- 1789年（寛政元年）11月15日、旗本稲生五郎左衛門殿[2]長屋に居住していた守道を高山彦九郎が来訪。守道は来訪を喜び暫く語りあったという[3]。
- 同年12月24日、26日も高山彦九郎が来訪している。
- 1790年（寛政2年）6月3日、再び高山彦九郎が来訪している。
- 1793年（寛政5年）1月18日、江戸にて卒去。享年80。墓は駒込龍光寺にあり「萩原伴次源守道之墓」と刻まれている。

## 守道の門下生
- 高鍋藩士 - 山内貞昌（林伯）
- 伊勢崎藩士 - 岡田経郷（茂市）

## 家族
萩原氏の先祖は、甲斐国山梨郡萩原邑（現 山梨県甲州市塩山下萩原）に出るという。
世々掛川藩小笠原侯に儒を以て仕えたが、幼君（小笠原長堯）を諌めたことが発端で咎められて致仕し、以後江戸に住して家塾を開いた。
- 父：萩原周朝（八右衛門）
- 母：竹村氏
  - 本人：萩原 守道（伴次）
  - 妻：三浦氏（離別）
    - 養子：萩原舗兼（昌助）（守道の親族の子）
    - 曾孫：萩原静安（復斎） - 土佐藩医
    - 玄孫：萩原守教（三圭） - 明治時代の医学者

## 補注
1. ↑  『崎門学脈系譜 三宅尚斎門下』による。
2. ↑  稲生正礼（旗本・上州碓氷郡内知行500石）
3. ↑  高山彦九郎の『寛政江戸日記』による。
4. ↑  『萩原伴次源守道之墓表』より。